# Trevor I. Williams
Trevor Illtyd Williams (* 16. Juli 1921 in Bristol; † 12. Oktober 1996) war ein englischer Chemiehistoriker.
Williams studierte Chemie am Clifton College in Bristol und an der Universität Oxford, wo er sein Studium bei Wilson Baker abschloss. 1942 bis 1945 war er Nuffield Research Scholar und arbeitete unter Howard Walter Florey und Ernst Chain an Penicillin und anderen Antibiotika. 1945 wurde er promoviert. Er begann Bücher über die Geschichte der chemischen Industrie zu verfassen und verfasste Monographien über Chromatographie. 1955 bis 1996 war er als Nachfolger von Eric J. Holmyard Herausgeber der ICI-Zeitschrift Endeavour. Ab 1954 bis 1958 gab er die History of Technology bei Oxford University Press heraus, von der 1978 noch zwei Zusatzbände zum 20. Jahrhundert erschienen und von der er auch eine gekürzte Ausgabe mit Thomas K. Derry herausgab. Ab 1968 gab er mehrere Auflagen des Biographical Dictionary of Scientists heraus. Er schrieb Biographien von Florey und Robert Robinson.
1962 bis 1974 war er Berater für den akademischen Bereich für ICI.  1967 bis 1974 stand er der Society for the Study of Alchemy and Early Chemistry vor. 1966 bis 1974 war er Mitherausgeber der Annals of Science und 1972 bis 1984 im Beratungsgremium des Science Museum in London.
1976 erhielt er den Dexter Award.

## Schriften
- An Introduction to Chromatography, 1946
- Drugs from Plants, 1947
- Fifty Years of Progress: The Story of the Castner-Kellner Alkali Company, 1895–1945, 1947
- The Chemical Industry, Past and Present, 1953
- Herausgeber: History of Technology, 7 Bände, Oxford University Press, 1954 bis 1978
- mit Thomas K. Derry: A Short History of Technology from  the Earliest Times to A.D. 1900, 1960
- mit Thomas K. Derry: A Short History of Twentieth Century Technology c.1900–c.1950, 1982
- The Elements of Chromatography 1956
- mit Alexander Findlay: A hundred years of chemistry, 1965
- Biographical Dictionary of Scientists, 1968, 4. Auflage 1994
- Florey, Penicillin and After, 1984
- Robert Robinson, Chemist Extraordinary, 1990
- A History of the British Gas Industry, 1981
- Our Scientific Heritage–An A to Z of Great Britain and Ireland-Science, 1996